# Amitzur Shapira
Amitzur Shapira (Tel Aviv, 9 de julho de 1932 - Fürstenfeldbruck, 6 de setembro de 1972) foi um velocista israelense e atleta do salto em distância na década de 1950 e técnico da equipe de atletismo israelense nos Jogos Olímpicos de Verão de 1972 em Munique, Alemanha. Ele foi assassinado por terroristas palestinos no massacre de Munique. 

## Biografia
Amitzur Shapira nasceu em Israel e era residente em Herzliya. Por muitos anos, ele serviu como professor e educador no Jewish College do Wingate Institute . Quando Shapira foi para os Jogos Olímpicos de Verão de 1972, ele era o técnico principal da equipe de atletismo israelense. Durante as Olimpíadas de 1972, ele e 10 outros membros da equipe olímpica de Israel foram feitos reféns por terroristas árabes nos jogos. Dois dos israelenses foram baleados no início da provação e os outros nove (incluindo Shapira) foram mantidos como reféns e, mais tarde, foram assassinados na pista da base aérea de Furstenfeldbruck durante uma tentativa frustrada de resgate pela polícia de Munique e guardas de fronteira da Baviera.
Shapira era o técnica de Esther Shachamarov, que mais tarde se tornou uma atleta olímpica israelense (em 1976, ela se tornou a primeira israelense a chegar a uma final olímpica). Quando soube que seu treinador havia sido assassinado, ela se retirou das Olimpíadas de 1972.
Ele foi enterrado no cemitério Kiryat Shaul em Tel Aviv.
Seu neto é o artista e comediante alemão Shahak Shapira.